# Ben Buckingham
Ben Buckingham, född 8 november 1991, är en australisk friidrottare. Han deltog vid olympiska sommarspelen 2020.